# Hindol
Hindol fou un estat tributari protegit de l'Índia a Orissa. La seva superfície era de 808 km² amb unba població de 47.180 habitants el 1901 amb 234 pobles (població el 1872: 28.025; el 1881: 33.802 i el 1891: 47.180; el 1881 eren 197 pobles). Limitava al nord i est amb el principat de Dhenkanal; al sud amb els de Baramba i Narsinghpur; i a l'oest amb el districte d'Angul (abans principat d'Angul). La capital era Hindol. La població era hindú amb majoria de les castes chasa i pan. El raja mantenia un petit exèrcit de 148 infants i 2 canons.

## Història
El territori estava format inicialment per tres principats selvàtics fins que dos germans de la família de Kimedi Raja de Ganjam, van expulsar els tres sobirans i van formar en els seus territoris un únic estat el 1554. El títol del raja fou reconegut pels britànics el 1877.

## Llista de rages
- Fundació per Lakshman Mahratta i Bharat Mahratta 1554
- Quinze rages fins al 1691
- Raja Achutya Singh Narendra 1691-1701
- Raja Bhagabat Singh Narendra 1701-1733
- Raja Damodar Singh Narendra 1733-1770
- Raja Radhakant Singh Mardaraj Jagadev 1770-1781
- Raja Ram Chandra Singh Mardaraj Jagadev 1781-1786
- Raja Kishan Chandra Mardaraj Jagadev 1786-1829
- Raja Harihar Singh Mardaraj Jagadev 1829-1841
- Raja Ishwar Singh Mardaraj Jagadev 1841-1874
- Raja Pakir (o Phokar) Singh Mardaraj Jagadev 1874-1877 (fill) (+ 18 de juliol de 1877)
- Raja Janardan Singh Mardaraj Jagadev 1877-1906 (germà) (+10 de febrer de 1906)
- Raja Bahadur Naba Kishore Singh Mardaraj Jagadev 1906-1948 (+1960)